# 大溪川
大溪川，又名大溪溪，為一位於台灣東部之縣市管河川，幹流長度8.00公里，流域面積20.60平方公里，分佈於宜蘭縣頭城鎮。主流發源於頭城鎮大溪里三分二山東麓，先向東北東流，經內大溪後轉東南，最終於大溪漁港南側注入太平洋。為頭城北側最主要的自來水水源地，也是台灣洄游動物豐富的棲地熱區之一。